# Operacija Kompas
Operacija Kompas bila je prva velika saveznička vojna operacija tijekom sjevernoafričke kampanje Drugog svjetskog rata. U prosincu 1940. godine Britanske i savezničke snage napale su talijanske položaje u zapadnom Egiptu i istočnoj Libiji, a nakon svega dva mjeseca borbi ostvarena je velika pobjeda prilikom čega je zarobljeno 115.000 talijanskih vojnika odnosno uništena većina njihove vojne opreme. Katastrofalan talijanski poraz nagnao je Mussoliniija da u pomoć pozove Njemačku koja je nedugo kasnije u Afriku poslala slavni Afrički korpus na čelu s generalom Erwinom Rommelom.

## Poveznice
- Drugi svjetski rat
- Sjevernoafrička kampanja

## Ostali projekti
|  | Zajednički poslužitelj ima još gradiva o temi Operacija Kompas |